# 로리키카리스
로리키카리스(학명: Loricicaris spinocaudatus 로리키카리스 스피노카우다투스[*])는 단계통인 로리키카리스속의 유일한 종으로 캐나다 브리티시컬럼비아의 버지스 셰일에서 발견되어 2013년에 기재된 멸종한 히메노카리나목 절지동물의 하나이다.

## 특징
가장 몸이 긴 개체는 4.1cm에 달한다. 체간 앞부분은 전체 몸길이의 65% 즈음을 에워싸는 볼록한 형태의 이매갑이 덮고 있다. 머리에는 센털이 달린 마디가 최소 10개로 이루어진 강건한 더듬이 한 쌍이 달린다. 또한 눈자루 한 쌍이 달려 있었을 것이다. 머리 형태는 밝혀진 것이 거의 없지만, 최소 세 개의 마디와 앞경판으로 이루어져 있었을 것이며, 하구체가 존재했는지 여부는 불분명하다. 또한 브란키오카리스의 다리와 비슷한 형태의 포획지 한 쌍이 머리에 달려 있다. 몸 한 가운데를 관통하는 것은 곧은 소화관이다. 체간은 등갑 밑에 14~16쌍의 다리가 달린 체절이 있고 등갑 뒤로 32쌍의 다리가 달린 체절들이 있다. 체간을 따라 일분지성의 다리가 달리는데, 겉다리만으로 이루어져 있으며, 이는 로리키카리스의 뒤쪽으로 갈수록 삼각형 모양의 지느러미에서 실 모양의 줄 형태로 겉다리의 모양이 변한다. 몸은 꼬리가시 한 쌍으로 끝나며, 꼬리가시는 미세한 가시들로 덮여 있다.

## 분류
로리키카리스의 화석은 원래 이 종과 근연인 것으로 추정되는 브란키오카리스에서 기인한 것으로 여겨졌다. 이 두 속은 이제 토쿰미아 및 프로토카리스와 함께 프로토카리스과에 속한다. 프로토카리스과는 다른 이매갑류 절지동물들과 함께 히메노카리나목의 일부분으로 배치되었다.